# Liste der Biografien/Schup
Liste der Biografien |
Portal Biografien |
Personensuche
# |
A |
B |
C |
D |
E |
F |
G |
H |
I |
J |
K |
L |
M |
N |
O |
P |
Q |
R |
S |
T |
U |
V |
W |
X |
Y |
Z |
?
 
Sa |
Sb |
Sc |
Sd |
Se |
Sf |
Sg |
Sh |
Si |
Sj |
Sk |
Sl |
Sm |
Sn |
So |
Sp |
Sq |
Sr |
Ss |
St |
Su |
Sv |
Sw |
Sy |
Sz
 
Sca–Sce |
Sch |
Sci–Scz
 
Scha |
Schc |
Schd |
Sche |
Schg |
Schi |
Schj |
Schk |
Schl |
Schm |
Schn |
Scho |
Schp |
Schr |
Schs |
Scht |
Schu |
Schv |
Schw |
Schy
 
Schua |
Schub |
Schuc |
Schud |
Schue |
Schuf |
Schug |
Schuh |
Schui |
Schuk |
Schul |
Schum |
Schun |
Schuo |
Schup |
Schuq |
Schur |
Schus |
Schut |
Schuu |
Schuv |
Schuw |
Schuy |
Schuz
Die Liste der Biografien führt alle Personen auf, die in der deutschsprachigen Wikipedia einen Artikel haben. Dieses ist eine Teilliste mit 72 Einträgen von Personen, deren Namen mit den Buchstaben „Schup“ beginnt.

## Schup

### Schupb
- Schüpbach, Hermann (1877–1949), Schweizer Politiker (FDP)
- Schüpbach, Lea (* 1997), Schweizer Handballspielerin
- Schüpbach, Malika (* 1993), Schweizer Skispringerin
- Schüpbach, Marco (* 1978), Schweizer Eishockeyspieler
- Schüpbach, Nicolas (* 1996), Schweizer Unihockeytorhüter
- Schüpbach, Walter (* 1952), Schweizer Autor und Maler

### Schupe
- Schupelius, Dorothea (* 1996), deutsche Moderatorin, Politikreporterin und Geigerin
- Schupelius, Gunnar (* 1963), deutscher Sachbuchautor und KolumnistGunnar Schupelius (* 1963)

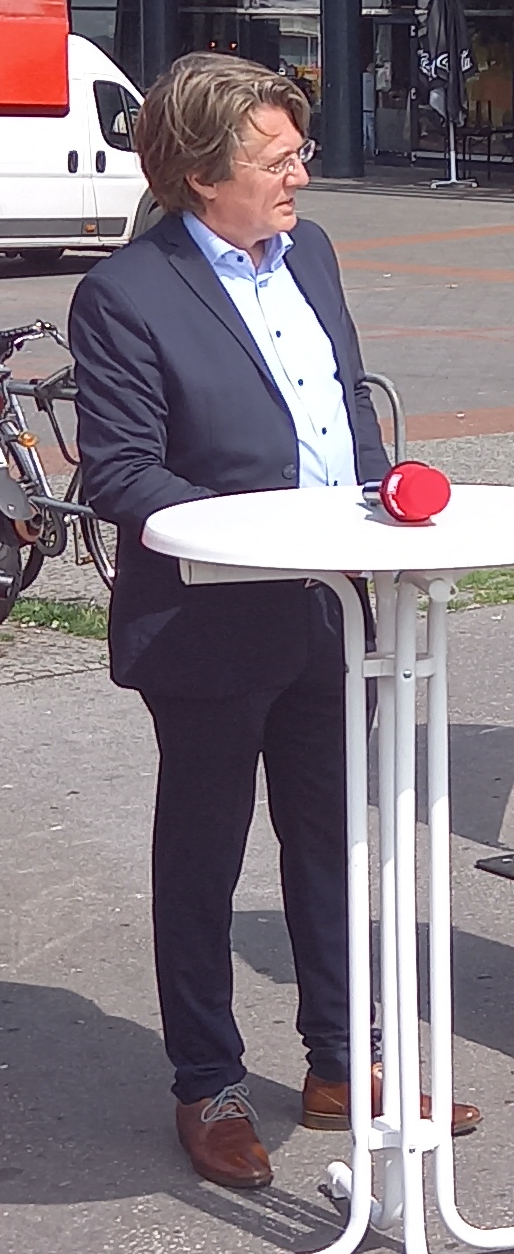
Gunnar Schupelius (* 1963)

### Schupf
- Schüpfer, Madeleine (* 1938), Schweizer Lyrikerin, Kulturjournalistin und Deutschlehrerin
- Schupfer, Mario (* 1977), österreichischer Segelflieger
- Schüpfer, Vinzenz (1868–1955), deutscher Forstwissenschaftler

### Schupi
- Schupijewa-Wjasowa, Olena (* 1960), ukrainische Langstreckenläuferin
- Schupina, Olena (* 1973), ukrainische Wasserspringerin

### Schupl
- Schuplezow, Sergei Borissowitsch (1970–1995), russischer Freestyle-Skier

### Schupm
- Schupmann, Ludwig (1851–1920), deutscher Architekt und Hochschullehrer
- Schupmann, Werner Adolph (1815–1879), deutscher katholischer Priester

### Schupp
- Schupp, Ambros (1840–1914), deutsch-brasilianischer Jesuit, Lehrer und Schriftsteller
- Schupp, Anton Joseph (1664–1729), deutscher Bildhauer
- Schupp, August (1881–1955), deutscher Landwirt und Landtagsabgeordneter
- Schupp, Franz (1936–2016), österreichischer Philosoph und römisch-katholischer Theologe
- Schupp, Fritz (1896–1974), deutscher Architekt
- Schupp, Georg Heinrich (1762–1848), nassauischer Politiker
- Schupp, Hans (1935–2021), deutscher Mathematiker, Fach- und Schulbuchautor
- Schupp, Hans-Jürgen (* 1954), deutscher Parodist und Stimmenimitator
- Schupp, Johann Balthasar (1610–1661), deutscher satirischer Schriftsteller und geistlicher Lyriker
- Schupp, Johannes Martin (1883–1947), deutscher Schriftsteller
- Schupp, Jürgen (* 1956), deutscher Soziologe und Arbeitsmarktexperte
- Schupp, Manuel (* 1959), deutscher Architekt
- Schupp, Markus (* 1966), deutscher Fußballspieler und -trainer
- Schupp, Ottokar (1834–1911), deutscher Pfarrer und Schriftsteller
- Schupp, Paul (1937–2022), US-amerikanischer Mathematiker und Informatiker
- Schupp, Philipp (1911–1991), US-amerikanischer Handballspieler
- Schupp, Robert (* 1969), deutscher Schauspieler
- Schupp, Sibylle (* 1964), deutsche Informatikerin und Hochschullehrerin
- Schupp, Volker (* 1934), deutscher Germanist und Hochschullehrer
- Schupp, Waldemar (1927–2021), deutscher Geschichtswissenschaftler
- Schupp, Wilhelm (1828–1909), deutscher Verwaltungs- und Ministerialbeamter sowie Parlamentarier
- Schupp, Wilhelm (1947–2015), österreichischer Operettensänger (Tenor), Regisseur und Intendant
- Schüppach, Michael († 1781), Schweizer Chirurg, Mediziner, Apotheker und KurarztMichael Schüppach († 1781)

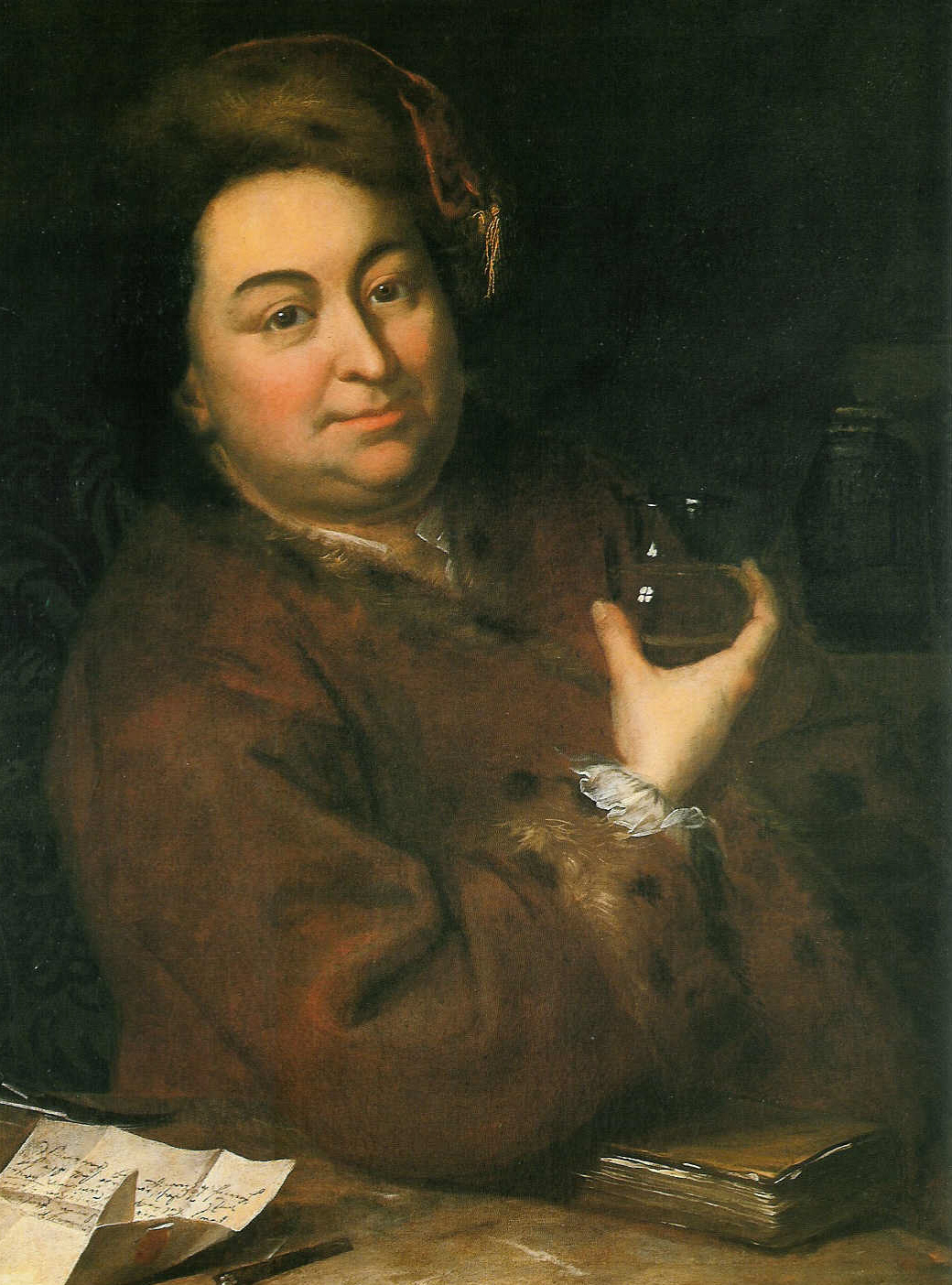
Michael Schüppach († 1781)

- Schuppan, Detlef (* 1954), deutscher Biochemiker und Mediziner
- Schuppan, Erich (1915–2006), deutscher evangelischer Geistlicher
- Schuppan, Paul (1852–1929), deutscher Architekt
- Schuppan, Sebastian (* 1986), deutscher Fußballspieler und -funktionär
- Schuppan, Vern (* 1943), australischer Automobilrennfahrer
- Schuppanzigh, Ignaz (1776–1830), österreichischer Violinist und Dirigent
- Schuppe, Ferdinand (1831–1894), deutscher katholischer Kirchenbeamter
- Schuppe, Marianne (* 1959), deutsche Sängerin und Komponistin
- Schuppe, Matthias (* 1955), deutscher politischer Beamter
- Schuppe, Wilhelm (1836–1913), deutscher Philosoph
- Schuppel, Adolf (1895–1946), deutscher Politiker (NSDAP), MdR
- Schüppel, Hem (1923–1987), deutscher bildender Künstler und Lyriker
- Schüppel, Kurt (* 1912), deutscher Lehrer und Funktionär der Hitler-Jugend
- Schüppel, Oskar (1837–1881), deutscher Mediziner, Professor und Rektor an der Universität Tübingen
- Schüppen, Dionysius (1730–1803), Prior des Klosters Maria Engelport
- Schüppen, Franz (1930–2013), deutscher Literaturwissenschaftler
- Schuppen, Jacob van (1670–1751), Hofmaler am kaiserlichen Hof in Wien
- Schuppener, Bernd (* 1952), deutscher PR-Berater
- Schuppener, Georg (* 1968), deutscher Sprachwissenschaftler und diplomierter Mathematiker
- Schuppert, Gunnar Folke (* 1943), deutscher Rechts- und Verwaltungswissenschaftler
- Schuppert, Moritz (1817–1887), deutsch-amerikanischer Chirurg
- Schupphaus, Otto Frederick (1863–1895), US-amerikanischer Dramatiker
- Schuppich, Walter (1921–1999), österreichischer Rechtsanwalt
- Schuppius, Eberhard (* 1947), deutscher Diplomat
- Schupplenberg, Dietrich, Bürgermeister von Greifswald
- Schuppler, Christa (* 1965), deutsche Politikerin
- Schuppler, Ulrich (* 1966), deutscher Handballspieler, -trainer und -funktionär
- Schuppli, Madeleine (* 1965), Schweizer Kunsthistorikerin, Kuratorin und Autorin
- Schuppli, Wolfgang (1922–2015), deutscher Unternehmer und Jurist
- Schuppmann, Julius Adolf Martin (1881–1917), deutscher Musiker, Organist, Chordirigent und Komponist

### Schupr
- Schupritt, Julian (* 1999), deutscher Volleyballspieler
- Schupritt, Norbert (* 1968), deutscher Volleyball- und Beachvolleyballspieler

### Schupt
- Schuptar, Wassylyj (* 1991), ukrainischer Ringer